# Difunta Correa

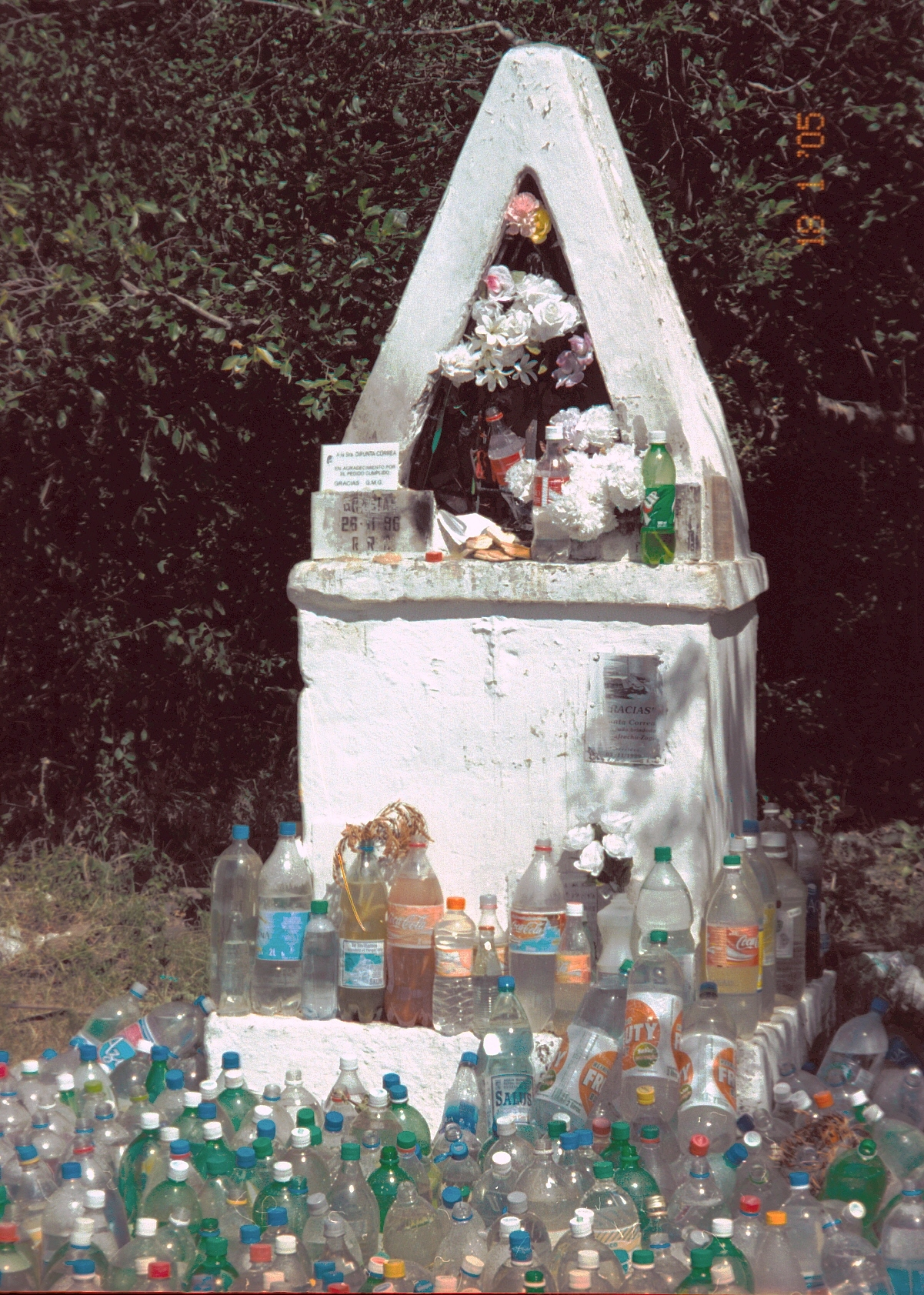
Santuari de la Difunta Correa a Uruguai

La Difunta Correa és un personatge mític que és objecte de culte com si fos una santa a l'Argentina, Xile i Uruguai. Té un santuari a la localitat de Vallecito, a la província de San Juan, però la major part del seu culte es ret a la vora de les carreteres, en humils santuaris.

## Llegenda
Deolinda Correa era una dona casada l'espòs de la qual, Clemente Bustos, va ser reclutat durant les guerres civils que van agitar Argentina a la meitat del segle XIX. Deolinda, preocupada de la salut del seu marit, va decidir seguir la tropa als deserts de San Juan, amb el seu nadó, alguns queviures i dos cantimplores d'aigua. Quan les seves provisions es van acabar, es va estirar a l'ombra d'un arbre, el seu fill al pit, i va morir de set, de gana i d'esgotament.
El seu cos va ser trobat l'endemà per mulers, però el nadó, que havia continuat mamant, estava ben viu. Deolinda va ser enterrada a prop, a Vallecito, i el nen se'l van emportar. Segons una versió de la llegenda, va morir l'endemà i va ser inhumat al costat de la seva mare; segons una altra, va ser recollit i educat per una família.

## Culte
El culte a Deolinda Correa va començar poc després de la seva mort, quan dels pagesos van anar a resar a la seva tomba. A poc a poc, se li van atribuir miracles, el primer dels quals era la subsistència del seu fill.
Als voltants de 1890, el criador de l'Oest argentí, Pedro Flavio Zeballos, va ser atrapat en una violenta tempesta, mentre travessava la regió per conduir uns 500 caps de bestiar cap a Xile. Tem de perdre les bèsties, quan la un dels seus gautxos li parla del miracle. Sobre la sepultura de la Difunta Correa, Zeballos promet tornar a erigir-hi una capella si Deolinda protegeix el seu ramat. De bon matí, la tempesta ha passat i Zeballeros troba el seu ramat intacte. Prossegueix el seu camí fins a la destinació però torna de seguida per complir la seva paraula.
El santuari de Vallecito, que comprèn avui a prop de vint capelles, s'ha convertit en un autèntic poble on un milió de persones de mitjana hi van cada any. El culte de la Difunta Correa es va difondre entre les mulers, a continuació entre les camioners. Aquests han agafat el costum d'aixecar petits santuaris molt simples al llarg de les carreteres de l'Argentina, i de deixar-hi ampolles d'aigua amb l'objectiu, creuen, d'apaivagar la set de la difunta.